# Hermann Leithenmayr
Hermann Leithenmayr (* 22. Februar 1941 in Sierning, Oberösterreich; † 21. August 2010 in Steyr, Oberösterreich) war österreichischer Gewerkschafter und Politiker der SPÖ. Er war Bürgermeister von Steyr und Abgeordneter im Nationalrat.

## Biografie
Nach der Pflichtschule begann Hermann Leithenmayr eine Lehre als Kfz-Schlosser in den Werken der ortsansässigen Steyr Daimler Puch AG, welche er mit der Facharbeiterprüfung 1959 positiv absolvierte. 

### Betriebsrat
Weiterhin besuchte Leithenmayr zahlreiche Fortbildungskurse der Arbeiterkammer und des ÖGB. Im Jahr 1967 wurde er Betriebsrat und stieg 1983 zum Zentralbetriebsratsobmann des Unternehmens auf, wodurch er auch gleichzeitig Mitglied des Aufsichtsrates der Steyr Daimler Puch AG wurde. Er war Mitglied der Bezirks- und Landesleitung der Gewerkschaft Metall-Bergbau-Energie im Jahr 1979, Mitglied des Vorstandes der Kammer für Arbeiter und Angestellte für Oberösterreich im Jahr 1982.
Als Mitglied der Sozialdemokratischen Partei war Leithenmayr Mitglied des Bezirksparteivorstandes der SPÖ Steyr und Bezirksobmann der Arbeitsgemeinschaft für Sport und Körperkultur in Österreich (ASKÖ) im Bezirk Steyr.

### Parlament
Leithenmayr war von 13. Dezember 1983 bis zum 24. Januar 1990 Abgeordneter zum Nationalrat (16. und 17. Wahlperiode).

### Bürgermeister
Unmittelbar danach wurde er 1990 Vizebürgermeister der Stadt Steyr, Bürgermeister war damals Heinrich Schwarz. Am 7. November 1991 wählte ihn der Gemeinderat im dritten Wahlgang zu dessen Nachfolger. Bei der Bürgermeisterdirektwahl im Jahr 1997 erreichte er 52,98 % der Stimmen.
Mit viel Engagement und Kraft hat Hermann Leithenmayr viele wichtige Projekte für Steyr und die gesamte Region durchgesetzt: unter anderem den Bau der Nordspange, die Errichtung der Bahnhofsüberbauung sowie den Bau von Parkdecks am ÖBB-Bahnhof und beim Landeskrankenhaus. Hermann Leithenmayr hat gemeinsam mit dem Land Oberösterreich ein Wohnbauprogramm für Steyr erarbeitet und damit sehr viel dazu beigetragen, dass der Wohnungsmangel in Steyr der Vergangenheit angehört. 
Sein Engagement galt auch der technologischen Entwicklung der Stadt Steyr. Die Forschungszentren FAZAT und VPTÖ-Profactor, der Wirtschaftspark Stadtgut mit dem Innovationszentrum TIC, die Fernuniversität und vor allem auch die Fachhochschule sind Früchte der Arbeit von Hermann Leithenmayr. 
In seine Zeit als Stadtchef fällt auch der Kauf der ehemaligen Hauptreparaturwerkstätte der Steyr Daimler Puch AG und der Umbau dieses Gebäudes zu einem modernen Kommunalzentrum sowie die Überdachung der Kunsteisbahn. Hermann Leithenmayr hat auch den Bau der Stadthalle auf dem Tabor und den Bau des Alten- und Pflegeheims Münichholz vorbereitet. Darüber hinaus war er von 1993 bis März 2010 als Präsident des Aufsichtsrates der Ennskraftwerke AG tätig.
Nachdem Leithenmayr 2001 in den Ruhestand gegangen war, setzte er sich als Gründer und Obmann des Vereins „Freunde der Schwimmschule Steyr“ für die Renovierung und Revitalisierung des ältesten Arbeiterbades Europas ein.

### Begräbnis
Am 30. August 2010 fand die Trauerfeier am Städtischen Urnenfriedhof im Beisein der Familie statt, anschließend wurde der Leichnam im Krematorium Steyr eingeäschert. Er hinterlässt seine Gattin, zwei Töchter und drei Enkelkinder.

## Ehrungen
Leithenmayr war Ehrenbürger der Stadt Steyr und Träger des Goldenen Ehrenzeichens des Landes Oberösterreich.
Äußere Auswirkungen seiner jahrelangen Tätigkeit waren auch die Ehrenbürgerschaft von Bethlehem, dessen Partnerstadt die Christkindlstadt Steyr ist, sowie die Viktor-Adler-Plakette 2006, die höchste Auszeichnung der SPÖ für verdiente Mitglieder.